# Samuel Peltyn

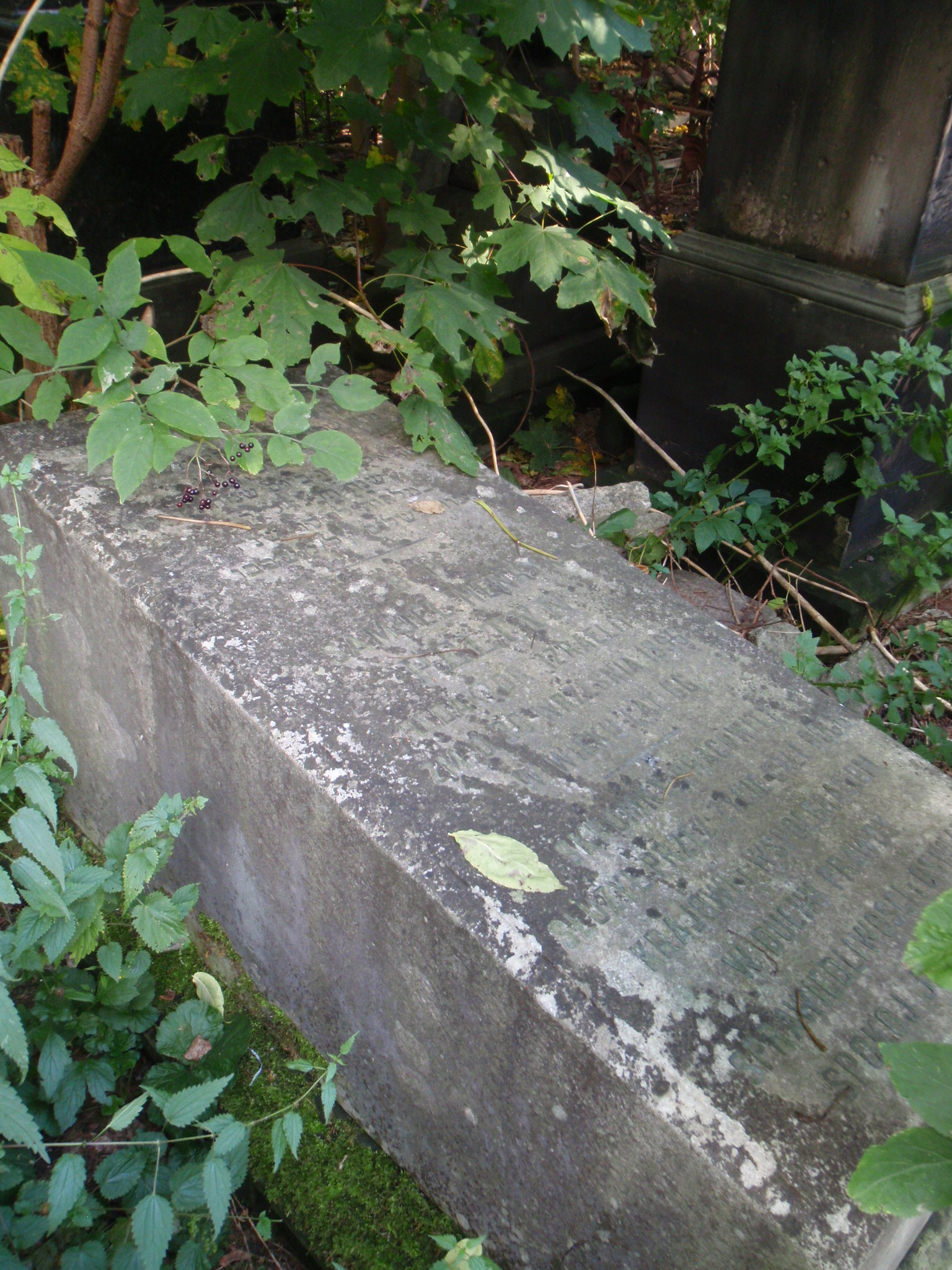
Grób Samuela Peltyna na cmentarzu żydowskim przy ulicy Okopowej w Warszawie

Samuel Henryk Pełtyn albo Samuel Hirsz Peltyn (ur. 1830 w Mariampolu, zm. 30 września 1896 w Warszawie) – polski wydawca i publicysta żydowskiego pochodzenia, redaktor czasopism „Jutrzenka” oraz „Izraelita”.

## Życiorys
Urodził się w Mariampolu (obszar dzisiejszej Litwy). W młodości odebrał tradycyjne wykształcenie religijne. Był nauczycielem języka polskiego, hebrajskiego, znał również biegle jidysz. 
W 1853 r. przeniósł się do Warszawy. Przez pewien czas pracował jako zarządca księgarni Merzbacha a także kontynuował udzielanie lekcji hebrajskiego. Był jednym z autorów oświeceniowego czasopisma „Jutrzenka: Tygodnik dla Izraelitów Polskich”. Pojął za żonę Salomeę z domu Gladsztern (1846–1935). Związał się przez to z rodziną Hilela Gladszterna, który był redaktorem prasy jidyszowej („Warszojer Jidisze Cajtung”).
Założył oraz przez trzydzieści lat prowadził i redagował tygodnik „Izraelita” (w latach 1866–1896). W „Izraelicie” pisał artykuły i felietony dotyczące historii, religii, etyki, a także odpowiedzi na antysemickie zarzuty
Utrzymywał prywatną korespondencję z pisarką Elizą Orzeszkową
W 1875 r. był członkiem zarządu synagogi na Nalewkach, określanej jako „Synagoga polska”, która odznaczała się używaniem języka polskiego oraz promowaniem przywiązania do Polski
Jest pochowany na cmentarzu żydowskim przy ulicy Okopowej w Warszawie (kwatera 71, rząd 1).

## Poglądy
Swoje poglądy religijne i polityczne, społeczne Pełtyn wyrażał przy tworzeniu oraz redakcji tekstów w czasopiśmie „Izraelita”. Jest przedstawicielem nurtu postępowego, kontynuującego idee oświeceniowe. 
Pełtyn na łamach „Izraelity” dążył do rozwoju wiedzy o kulturze polskiej wśród Żydów oraz o Żydach wśród Polaków. Potrafił również pisać o żydowskiej tradycji oceniając ją z punktu widzenia Polaków

### Reforma religijna
Samuel Peltyn podkreślał konieczność gruntownej reformy religijnej, wymieniając elementy przestarzałe i ograniczające rozwój. Krytykował rozbudowaną strefę przykazań i nakazów przy ograniczeniu strefy duchowej. Część elementów potrzebnych do reformy judaizmu dostrzegał w chasydyzmie, który był wielokrotnie opisywany na łamach „Izraelity”. Mimo prób gruntownego poznania tego ruchu był on jednak ukazywany w sposób stereotypowy i wielokrotnie fałszywy. Chasydyzm stanowił przykład wprowadzenia zmian w sztywnym obrządku judaistycznym, podobnie jak miał to na celu Pełtyn. W redakcji „Izraelity” starał się zarysować korzystne elementy chasydyzmu, ale również skrytykować błędne w swoim mniemaniu założenia oraz wynaturzenia.
Oprócz zmian rytualnych dążył również do przekształceń tradycyjnych elementów, takich jak oderwanie przywódców religijnych od świeckiej rzeczywistości, a nawet noszenie wyróżniającego się stroju. Nie popierał także odrębnego żargonu i odcinania się od czystego polskiego języka.  W ograniczaniu się do pobierania jedynie nauk talmudycznych Pełtyn dostrzegał zagrożenie i czynnik hamujący rozwój swojego społeczeństwa. Postulował dostęp do świeckiej edukacji dla żydowskich dzieci, również dla dziewcząt, proponując zastąpienie chederów „szkołami początkowymi”. Nie popierał także odrębnego żargonu i odcinania się od czystego polskiego języka. 

### Integracjonizm
Dążył do rozbudzenia poczucia przynależności do Polski wśród Żydów oraz do ich akceptacji przez społeczeństwo polskie. Swoje stanowisko utrzymywał nawet w czasie pogromów antyżydowskich, występujących w całym Królestwie Polskim po 1881 roku, a także w czasie kształtowania się idei syjonistycznych. Postulował o wierność krajowi ojczystemu oraz narodowi, z którym Żydzi zostali związani wspólną historią. Uważał również za niezwykle ważne wypełnianie swoich obowiązków obywatelskich i zaangażowanie w polską politykę.

## Twórczość
Większość jego dzieł powstała w języku polskim, nieliczne po hebrajsku, przetłumaczył również wiele dzieł autorów niemieckich na język polski.
- Podręcznik do języka polskiego przeznaczony dla żydowskich dzieci (opracowany w bardzo młodym wieku)[16]
- Niewydany manuskrypt „Historya Żydów”
- Zbiór bajek żydowskich
- Tłumaczenia dzieł Leopolda Komperta(inne języki)